# عشق‌های حزن‌انگیز
عشق‌های حزن‌انگیز (ایتالیایی: Tristi amori) یک فیلم درام تاریخی به کارگردانی کارمینه گالونه است که در سال ۱۹۴۳ ساخته شد.

## بازیگران
- ژول بری
- جینو چروی
- آندره‌آ ککی
- لوئیزا فریدا
- جوزپه وارنی
- انریکو ویاریزیو
- جما بولونیسی
- جوزپه پیه‌روتسی
- رناتو مالاواسی